# Warrego Highway

les principales villes longeant la Warrego Highway.

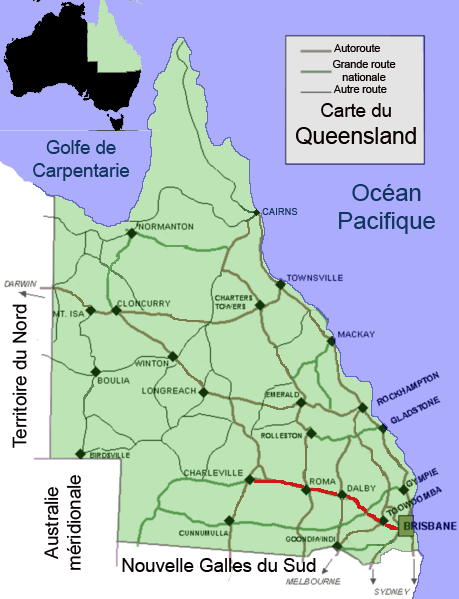
La Warrego Highway (en rouge).

La Warrego Highway est un axe routier situé dans le sud du Queensland, en Australie. Elle relie la zone côtière à la région centrale du sud de l'État et est longue d'environ 750 kilomètres. Elle tire son nom du fleuve Warrego, qui passe à proximité de son extrémité. L'ensemble de la Warrego Highway fait partie de la route nationale reliant Darwin à Brisbane. Ancienne "route nationale 54", elle est devenue la "route nationale A2" lorsque le Queensland a commencé à passer la dénomination de son réseau routier au système alphanumérique.
La route commence à la fin de l'Ipswich Motorway ("M2"), près d'Ipswich, et monte la cordillère australienne jusqu'à Toowoomba. La première section, entre Ipswich et Toowoomba, est une route à quatre voies avec terre plein central dans les côtes et les descentes. Après Toowoomba, la route traverse les Darling Downs et continue jusqu'à Charleville avec une route à deux voies.